# Crkva Uznesenja Blažene Djevice Marije u Remetama
Župna i samostanska crkva Uznesenja Blažene Djevice Marije nalazi se u zagrebačkoj četvrti Maksimir u naselju Remete u sjevernom dijelu grada Zagreba, to je također i marijansko svetište.
Crkva Uznesenja Blažene Djevice Marije i samostan u Remetama zaštićeno su kulturno dobro Republike Hrvatske.

## Povijest
Prvi pisani trag o postojanju redovničke zajednice i crkve posvećene Majci Božjoj potječe iz 1288. Sagrađena je na mjestu koje prije nije bilo naseljeno, te su se ondje okupljali pustinjaci (eremiti, odatle ime Remete). Svetištem su upravljali pavlini.
Današnja crkva i samostan građeni su postupno od 1319. godine. Tada je bio izgrađen prednji, stariji dio crkve (izduženo svetište). Lađa i zvonik datiraju iz 15. stoljeća. Godine 1591. crkvu i samostan opustošili su i spalili Turci, a dvanaest pavlina objesili su na lipi u Vugrovcu. Crkva i samostan obnovljeni su 1646. godine, te je crkvu u travnju 1654. godine posvetio zagrebački biskup Petar Petretić. 1722. godine crkva je produžena te je dovršeno pročelje. Nakon ukinuća Reda, Pavlini su Remete napustili 1787. godine. Od 1812. ova crkva služi kao župna crkva za naselja sjeverno od Zagreba. 1880. godine crkvu i samostan pogodio je Veliki potres, te je obnovljena pod nadzorom Hermanna Bolléa 1882., većim dijelom zahvaljujući sredstvima koje je osigurao, kao patron župe, nadbiskup Josip Mihalović. Nakon Drugog svjetskog rata od 1963. svetištem upravljaju karmelićani.
Remete su glavno marijansko svetište grada Zagreba i nakon Marije Bistrice drugo po važnosti Hrvatskoj. Gospa Remetska nosi naslov Fidelissima Mater Advocata Croatiae Sanctissima Virgo Remetensis, tj. Najvjernija Majka Odvjetnica Hrvatske Presveta Djevica Remetska, te su joj se kroz povijest molili i utjecali brojni hrvatski vladari i velikani. U crkvi postoje freske pavlinskog slikara Ivana Rangera koje su većim dijelom nastradale u potresu 1880. Prije potresa je crkva bila tako oslikana da je nazvana "hrvatska Sikstinska kapela".
U potresima koji su Hrvatsku pogodili 22. ožujka i 29. prosinca 2020. godine crkva i samostan su teško oštećeni. U najkritičnijem stanju bio je slavoluk. Njihova obnova je u tijeku. Misna slavlja privremeno se održavaju u montažnom objektu podignutom pored svetišta.
Crkva Uznesenja Blažene Djevice Marije je zajedno sa samostanom zaštićeno kulturno dobro Republike Hrvatske.

## Orgulje
Ferdo Heferer izgradio je orgulje crkve oko 1900. godine kao op. 174. Glazbalo ima ovu dispoziciju:
| I. manual C–f3 |                 |     |
| 1.             | Bourdon         | 16′ |
| 2.             | Principal       | 8′  |
| 3.             | Lieblichgedeckt | 8′  |
| 4.             | Regal           | 4′  |
| 5.             | Flöte           | 4′  |
| 6.             | Cornett IV      |     |

| II. manual C–f3 |                 |    |
| 7.              | Geigenprincipal | 8′ |
| 8.              | Aeoline         | 8′ |
| 9.              | Dolcean         | 8′ |

| Pedal C–d1 |               |     |
| 10.        | Subbass       | 16′ |
| 11.        | Principalbass | 8′  |
| 12.        | Cellobass     | 8′  |

Spojevi: I-P, II-P, II-I. 

Kolektivi: MF, F, 0.

Trakture su pneumatske s čunjićima.

## Galerija slika
- Barbara, kćer Mihaela Klukarića
- Ioannes Turko
- Jakov, sin Mihaela
- Margareta Brestić, iz župe Bistrica
- 650-godišnjica samostana 1937. godine
- Ploča ispred crkve
- Kip ispred crkve
- Pogledna crkvu s ulice, 2025. godina
- Pal ispred crkve
- Skulpture ispred crkve
- Privremeni motažni objekt u kojem se mise služe nakon potresa (2020.) u kojem je crkva značajno oštećena
- Pročelje crkve u 2025. godini
- Pročelje crkve u 2025. godini

## Vanjske poveznice
- zuparemete.net
- Herman Bollé i restauracija župne (ranije pavlinske) crkve u Remetama nakon potresa 1880. godine. // Croatica Christiana periodica : časopis Instituta za crkvenu povijest Katoličkog bogoslovnog fakulteta Sveučilista u Zagrebu. 35 (2011) , 68, 69-85